# Стефан Шорак
Стефан Шорак (26 березня 1992) — сербський плавець. Учасник Чемпіонату світу з водних видів спорту 2017, де в попередніх запливах на дистанції 200 метрів комплексом посів 29-те місце і не потрапив до півфіналів.